# Vasyl' Runič
Vasyl' Zenovijovyč Runič (in ucraino Василь Зеновійович Руніч?; Livčyci, 31 gennaio 2000) è un calciatore ucraino, attaccante del Ruch L'viv.

## Carriera
Cresciuto nel settore giovanile del Karpaty, debutta in prima squadra il 27 giugno 2020, in occasione dell'incontro di Prem"jer-liha pareggiato per 1-1 contro il L'viv. Nell'ottobre 2020, dopo aver giocato quattro incontri con la squadra in terza divisione, a seguito della retrocessione d'ufficio, viene acquistato dal Ruch L'viv, club della massima divisione ucraina. Realizza la sua prima rete con la squadra e contestualmente in campionato il 23 aprile 2021, nell'incontro vinto per 0-3 contro il Mariupol'.

## Statistiche

### Presenze e reti nei club
Statistiche aggiornate al 7 dicembre 2022.
| Stagione          | Squadra           | Campionato        | Campionato | Campionato | Coppe nazionali | Coppe nazionali | Coppe nazionali | Coppe continentali | Coppe continentali | Coppe continentali | Altre coppe | Altre coppe | Altre coppe | Totale | Totale |
| Stagione          | Squadra           | Comp              | Pres       | Reti       | Comp            | Pres            | Reti            | Comp               | Pres               | Reti               | Comp        | Pres        | Reti        | Pres   | Reti   |
| ----------------- | ----------------- | ----------------- | ---------- | ---------- | --------------- | --------------- | --------------- | ------------------ | ------------------ | ------------------ | ----------- | ----------- | ----------- | ------ | ------ |
| 2019-2020         | Karpaty           | PL                | 0+1        | 0          | CU              | -               | -               |                    | -                  | -                  |             | -           | -           | 1      | 0      |
| set.-ott. 2020    | Karpaty           | 2L                | 4          | 0          | CU              | -               | -               |                    | -                  | -                  |             | -           | -           | 4      | 0      |
| Totale Karpaty    | Totale Karpaty    | Totale Karpaty    | 4+1        | 0          |                 | -               | -               |                    | -                  | -                  |             | -           | -           | 5      | 0      |
| ott. 2020-2021    | Ruch L'viv        | PL                | 6          | 1          | CU              | -               | -               |                    | -                  | -                  |             | -           | -           | 6      | 1      |
| 2021-2022         | Ruch L'viv        | PL                | 9          | 0          | CU              | 2               | 0               |                    | -                  | -                  |             | -           | -           | 11     | 0      |
| 2022-2023         | Ruch L'viv        | PL                | 10         | 1          |                 | -               | -               |                    | -                  | -                  |             | -           | -           | 10     | 1      |
| Totale Ruch L'viv | Totale Ruch L'viv | Totale Ruch L'viv | 25         | 2          |                 | 2               | 0               |                    | -                  | -                  |             | -           | -           | 27     | 2      |
| Totale carriera   | Totale carriera   | Totale carriera   | 30         | 2          |                 | 2               | 0               |                    | -                  | -                  |             | -           | -           | 32     | 2      |